# Les Éparges
Les Éparges é uma comuna francesa na região administrativa de Grande Leste, no departamento de Meuse. Estende-se por uma área de 9,52 km². Em 2010 a comuna tinha 66 habitantes (densidade: 6,9 hab./km²).